# Бокша (Словаччина)
Бокша (словац. Bokša) — міська частина Стропкова, до 1964 року самостійне село у Словаччині, на території теперішнього Стропківського округу Пряшівського краю.
Уперше згадується у 1379 році.

## Пам'ятки
У селі є стара греко-католицька церков святих Петра і Павла з 1774 року в стилі бароко-класицизму та нова греко-католицька церква святого Архангела Михайла з 21 століття.

## Населення
У 1880 році в селі проживало 307 осіб, з них 214 вказали рідну мову русинську, 29 німецьку, 11 іншу, 7 німих та 46 чужинців. Релігійний склад: 187 греко-католиків, 91 римо-католиків, 29 юдеїв.
У 1910 році в селі проживали 243 особи, з них 185 вказало рідну мову словацьку, 7 німецьку, 4 угорську, 1 русинську, 46 іншу. Релігійний склад: 150 греко-католиків, 86 римо-католиків, 7 юдеїв.
| Словаччина | Це незавершена стаття з географії Словаччини. Ви можете допомогти проєкту, виправивши або дописавши її. |